# Arcontología
Arcontología (de αρχων arconte, magistrado de la polis griega clásica y logos, ciencia o tratado), es el estudio histórico de los altos cargos y de los puestos preemintes en el estado, la sociedad, las organizaciones políticas, religiosas, internacionales u otras. Incluye su cronología, biografías, sucesión y datos semejantes. Puede también dársele el nombre de cronología institucional.
La historia y la ciencia política no podría entenderse sin nombrar a sus principales actores. En muchos casos, estos actores son los que se sientan en el trono o disponen del apoyo popular por elección o alcanzan violentamente el poder cuando las circunstancias se lo permiten. Siempre ha habido quien mantiene un rango importante, cargos públicos o de partido, quien calcanza el poder absoluto o limitado por la ley o la tradición. Esta categoría conocida como gobernantes, ha sido objeto de estudio para la cronología institucional histórica desde la antigüedad, y se hizo parte de la historiografía como disciplina académica.
La cronología institucional como parte integral de la cronología general se remonta a las primeras civilizaciones. Una de las primeras tareas de los historiadores antiguos fue complar la cronología de sus gobernantes conemporáneos y sus predecesores. Las listas de reyes encontradas en muchos centros de las civilizaciones antiguas (por ejemplo la lista de reyes sumerios) formaba la base para construir registros históricos más detallados, y servían de esqueleto para estudios históricos posteriores. Es difícil imaginar en qué estado se encontraría la egiptología actual si no pudiera basar sus investigaciones con las listas de Manetón o las inscripciones de Abidos. La historia de Roma sería más difícil de reconstruir si no dispusiéramos de las listas de cónsules. La tradición de mantener el registro de los gobernantes sobrevivió a los siglos y se convirtió en parte de la moderna historia y cronología, pero aparece como campo de estudio separado y disciplina independiente, estrechamente relacionada con la ciencia política y el derecho.
Los historiadores y cronógrafos construyen listas de reyes, reinas, presidentes y otros líderes. Las genealogías reales fueron los primeros trabajos analíticos de la cronología institucional. Una obra del siglo XVII Histoire de la maison royale de France et des grands officiers de la Couronne (Historia de la casa real de Francia y de los altos funcionarios de la Corona, R. P. Anselme) es un ejemplo de estudio enfocado en la cumbre de estado y los que ostentan los principales cargos.
Los siglos XIX y XX presenciaron la aparición de trabajos generales que intentaban compilar las listas de gobernantes por naciones y épocas. El ejemplo más enciclopédico es el Regenten der Welt (gobernantes del mundo, 1985 y 2001), libro de referencia universal para jefes de Estado y gobernantes de todas las naciones y épocas. Presenta errores derivados de la pretensión del autor de incluir cuanta información se dispone, en perjuicio de su validez desde el punto de vista de la cronología. Otra ejemplo es Handbook of British Chronology (Manual de cronología británica), más preciso, con un objeto de investigación más concreto, combinando metodología cronológica, histórica y teorética.
La arcontología y genealogía contemporáneas reciben muchas contribuciones de entusiastas recolectores de información relativa a la historia de los cargos, muchas veces aficionados. Las modernas técnicas incrementan la sofisticación del análisis cronológico y convierten la cronología institucional en una disciplina más refinada. No obstante, la calidad de los estudios no ha aumentado en la misma medida.